# 116-й истребительный авиационный полк
116-й истребительный авиационный Измаильский орденов Суворова и Кутузова полк (116-й иап) — воинская часть Военно-воздушных сил (ВВС) Вооружённых Сил РККА, принимавшая участие в боевых действиях Великой Отечественной войны.

## Наименования полка
За весь период своего существования полк своё наименование не менял:
- 116-й истребительный авиационный полк
- 116-й истребительный авиационный Измаильский полк
- 116-й истребительный авиационный Измаильский ордена Суворова III степени полк
- 116-й истребительный авиационный Измаильский орденов Суворова и Кутузова полк
- Войсковая часть Полевая почта 40439

## Создание полка
116-й истребительный авиационный полк сформирован 18 марта 1940 года в Среднеазиатском военном округе на аэродроме города Сталинабад Таджикской ССР на базе 6-й отдельной истребительной эскадрильи в составе 4-х аэ на самолётах И-15бис. Полк вошёл в состав 4-й смешанной авиационной бригады ВВС САВО.
| И-15 бис | И-153 | И-16 |

## Расформирование полка
116-й истребительный авиационный Измаильский орденов Суворова и Кутузова полк в период с 20 апреля по 1 августа 1960 года был расформирован вместе с 330-й иад 26-й воздушной армии Белорусского военного округа.

## В действующей армии
В составе действующей армии:
- с 24 декабря 1942 года по 18 марта 1943 года,
- с 24 мая 1943 года по 9 мая 1945 года.

## Командиры полка
- подполковник Волошенко[3], 05.1940 — 09.1941
- майор Орлов Леонид Александрович[3], 14.09.1941 — 10.10.1942
- майор, подполковник Шатилин Фёдор Семёнович[3], 10.10.1942 — 06.05.1944
- майор, подполковник Дмитриев Михаил Захарович[3], 12.05.1944 — 31.12.1945

## В составе соединений и объединений
| Период        | Фронт (округ)                        | армия                | корпус                            | дивизия                                      | примечание                                                                       |
| ------------- | ------------------------------------ | -------------------- | --------------------------------- | -------------------------------------------- | -------------------------------------------------------------------------------- |
| 18.03.1940 г. | Среднеазиатский военный округ        | ВВС округа           |                                   | 4-я смешанная авиационная бригада            | Сталинабад, И-15бис                                                              |
| 29.04.1940 г. | Среднеазиатский военный округ        | ВВС округа           |                                   | 4-я смешанная авиационная бригада            | Сталинабад, И-15бис, управление полка, 1-я и 2-я аэ получили И-16 с мотором М-63 |
| 03.08.1940 г. | Среднеазиатский военный округ        | ВВС округа           |                                   | 4-я смешанная авиационная бригада            | Сталинабад, И-16, И-15бис, 3-я аэ получила И-153 с мотором М-63                  |
| 04.11.1940 г. | Среднеазиатский военный округ        | ВВС округа           |                                   | 4-я смешанная авиационная бригада            | Сталинабад, И-16, И-153, 4-я аэ получила И-153 с мотором М-63                    |
| 22.06.1941 г. | Среднеазиатский военный округ        | ВВС округа           |                                   | 4-я смешанная авиационная бригада            | Сталинабад, И-16, И-153                                                          |
| 04.09.1941 г. | Среднеазиатский военный округ        | ВВС округа           |                                   | 4-я смешанная авиационная бригада            | Гессар, И-16, И-153, переформирован по штату 015/134                             |
| 10.09.1941 г. | Среднеазиатский военный округ        | ВВС округа           |                                   | 138-я истребительная авиационная дивизия     | Гессар, И-16, И-153                                                              |
| 15.09.1941 г. | Среднеазиатский военный округ        | ВВС округа           |                                   | 138-я истребительная авиационная дивизия     | Красноводск, И-16, И-153                                                         |
| 16.12.1942 г. | Закавказский фронт                   | 5-я воздушная армия  | Черноморская группа войск         | 295-я истребительная авиационная дивизия     | И-16, И-153                                                                      |
| 24.12.1942 г. | Закавказский фронт                   | 5-я воздушная армия  | Черноморская группа войск         | 295-я истребительная авиационная дивизия     | вступил в боевые действия на И-16, И-153                                         |
| 05.02.1943 г. | Северо-Кавказский фронт              | 5-я воздушная армия  | Черноморская группа войск         | 295-я истребительная авиационная дивизия     | И-16, И-153                                                                      |
| 15.03.1943 г. | Юго-Западный фронт                   | 17-я воздушная армия |                                   | 295-я истребительная авиационная дивизия     | И-16, И-153                                                                      |
| 18.03.1943 г. | Юго-Западный фронт                   | 17-я воздушная армия |                                   | 295-я истребительная авиационная дивизия     | выведен с фронта на доукомплектование и переучивание                             |
| 25.03.1943 г. | Приволжский военный округ            | ВВС округа           | 4-я запасная авиационная бригада  | 4-й запасной истребительный авиационный полк | Моршанск, переформирован по штату 015/284                                        |
| 08.05.1943 г. | Приволжский военный округ            | ВВС округа           | 4-я запасная авиационная бригада  | 4-й запасной истребительный авиационный полк | Моршанск, переучен на Ла-5                                                       |
| 10.05.1943 г. | Резерв Верховного Главнокомандования |                      | 9-й смешанный авиационный корпус  | 295-я истребительная авиационная дивизия     | Ла-5                                                                             |
| 24.05.1943 г. | Юго-Западный фронт                   | 17-я воздушная армия | 9-й смешанный авиационный корпус  | 295-я истребительная авиационная дивизия     | Ла-5                                                                             |
| 20.10.1943 г. | 3-й Украинский фронт                 | 17-я воздушная армия | 9-й смешанный авиационный корпус  | 295-я истребительная авиационная дивизия     | Ла-5                                                                             |
| 28.09.1944 г. | 3-й Украинский фронт                 | 17-я воздушная армия | 10-й штурмовой авиационный корпус | 295-я истребительная авиационная дивизия     | Ла-5                                                                             |
| 01.10.1944 г. | 3-й Украинский фронт                 | 17-я воздушная армия |                                   | 295-я истребительная авиационная дивизия     | Ла-5                                                                             |
| 09.05.1945 г. | 3-й Украинский фронт                 | 17-я воздушная армия |                                   | 295-я истребительная авиационная дивизия     | Ла-5                                                                             |
| 10.06.1945 г. | Южная группа войск                   | 17-я воздушная армия |                                   | 295-я истребительная авиационная дивизия     | Ла-5, Ла-7                                                                       |
| 31.12.1945 г. | Южная группа войск                   | 17-я воздушная армия |                                   |                                              | Ла-7                                                                             |
| 01.02.1946 г. | Ленинградский военный округ          | 13-я воздушная армия |                                   | 330-я истребительная авиационная дивизия     | Ла-7                                                                             |
| 20.02.1949 г. | Ленинградский военный округ          | 76-я воздушная армия |                                   | 330-я истребительная авиационная дивизия     | Ла-7                                                                             |
| 01.02.1952 г. | Центральная группа войск             | 59-я воздушная армия |                                   | 330-я истребительная авиационная дивизия     | МиГ-15, Тасар, Венгрия                                                           |
| 15.10.1952 г. | Центральная группа войск             | 59-я воздушная армия |                                   | 330-я истребительная авиационная дивизия     | МиГ-15, Штрасхоф-ан-дер-Нордбан, Австрия                                         |
| 01.11.1954 г. | Центральная группа войск             | 59-я воздушная армия |                                   | 330-я истребительная авиационная дивизия     | МиГ-17, Асперн-Вена, Австрия                                                     |
| 01.09.1955 г. | Белорусский военный округ            | 26-я воздушная армия |                                   | 330-я истребительная авиационная дивизия     | МиГ-17, Сморгонь                                                                 |
| 01.08.1960 г. | Белорусский военный округ            | 26-я воздушная армия |                                   | 330-я истребительная авиационная дивизия     | МиГ-17, Сморгонь, расформирован                                                  |

## Участие в операциях и битвах
- ПВО города Красноводск — с 15 сентября 1942 года по 15 декабря 1942 года
- Битва за Кавказ:
  - Новороссийско-Майкопская наступательная операция — с 11 января 1943 года по 4 февраля 1943 года
  - Краснодарская наступательная операция — с 9 февраля 1943 года по март 1943 года
  - Новороссийская операция «Море» — с 11 января 1943 года по март 1943 года
- Курская битва — с 5 июля 1943 года по 12 июля 1943 года.
- Изюм-Барвенковская наступательная операция — с 17 июля 1943 года по 27 июля 1943 года.
- Белгородско-Харьковская операция — с 3 августа 1943 года по 23 августа 1943 года.
- Донбасская операция — с 13 августа 1943 года по 22 сентября 1943 года.
- Запорожская операция — с 10 октября 1943 года по 14 октября 1943 года.
- Днепропетровская операция — с 23 октября 1943 года по 5 ноября 1943 года.
- Никопольско-Криворожская наступательная операция — с 30 января 1944 года по 29 февраля 1944 года.
- Березнеговато-Снигиревская операция — с 6 марта 1944 года по 18 марта 1944 года.
- Одесская наступательная операция — с 23 марта 1944 года по 14 апреля 1944 года.
- Ясско-Кишинёвская операция — с 20 августа 1944 года по 29 августа 1944 года.
- Белградская операция — с 28 сентября 1944 года по 20 октября 1944 года.
- Будапештская операция — с 29 октября 1944 года по 13 февраля 1945 года
- Апатин-Капошварская наступательная операция — с 7 ноября 1944 года по 10 декабря 1944 года
- Ондавская наступательная операция — с 20 ноября 1944 года по 15 декабря 1944 года
- Балатонская оборонительная операция — с 6 марта 1945 года по 15 марта 1945 года
- Венская операция — с 16 марта 1945 года по 15 апреля 1945 года:
  - Веспремская наступательная операция — с 16 марта 1945 года по 25 марта 1945 года
  - Шопрон-Баденская наступательная операция — с 26 марта 1945 года по 6 апреля 1945 года
  - Надьканиже-Кёрмендская наступательная операция — с 16 марта 1945 года по 15 апреля 1945 года
  - Штурм Вены — с 26 марта 1945 года по 4 апреля 1945 года
- Грацско-Амштеттенская наступательная операция — с 25 апреля 1945 года по 5 мая 1945 года

| Ла-7 | Ла-5 | ЛаГГ-3 |

## Первая победа полка в воздушном бою
Первая известная воздушная победа полка в Отечественной войне одержана 16 января 1943 года: группой 6 И-16 в воздушном бою в районе ст. Абинская сбит немецкий Ме-109.

## Почётные наименования
116-му истребительному авиационному полку 9 сентября 1944 года за отличие в боях с немецкими захватчиками за овладение городами Измаил и Галац присвоено почётное наименование «Измаильский».

## Награды
- 116-й истребительный авиационный Измаильский полк за образцовое выполнение боевых заданий командования в боях с немецкими захватчиками при овладении городами Сомбартель, Капувар, Кесег и проявленные при этом доблесть и мужество Указом Президиума Верховного Совета СССР от 26 апреля 1945 года награждён орденом «Суворова III степени».
- 116-й истребительный авиационный Измаильский ордена Суворова III степени полк за образцовое выполнение боевых заданий командования в боях с немецкими захватчиками при овладении городами Секешфехервар, Мор, Зирез, Веспрем, Эньинг и проявленные при этом доблесть и мужество Указом Президиума Верховного Совета СССР от 26 апреля 1945 года награждён орденом «Кутузова III степени».

## Благодарности Верховного Главнокомандующего
За проявленные образцы мужества и героизма Верховным Главнокомандующим лётчикам полка в составе 295-й иад объявлены благодарности:
- за освобождение городов Новомосковск, Синельниково, Лозовая и Павлоград[5]
- за прорыв обороны противника южнее Бендер[6]
- за освобождение города Запорожье[7]
- за овладение городом Галац[8]
- за овладение городом Браилов[9]
- за освобождение города Белград[10]
- за овладение городом Будапешт[11]
- за овладение городами Папа и Девечер[12]
- за овладение городами Чорно и Шарвар[13]
- за овладение городами Сомбатель, Капувар и Кесег[14]
- за овладение Винер-Нойштадтом[15]
- за овладение городом Вена[16]

## Отличившиеся воины
- Долгарёв Павел Михайлович, лейтенант, командир звена 116-го истребительного авиационного полка 295-й истребительной авиационной дивизии 17-й воздушной армии Указом Президиума Верховного Совета СССР 29 июня 1945 года удостоен звания Герой Советского Союза. Золотая Звезда № 7624
- Краснов Николай Фёдорович, майор, командир эскадрильи 116-го истребительного авиационного полка 295-й истребительной авиационной дивизии 9-го смешанного авиационного корпуса 17-й воздушной армии Указом Президиума Верховного Совета СССР 4 февраля 1944 года удостоен звания Герой Советского Союза. Золотая Звезда № 3353
- Марков Василий Васильевич, старший лейтенант, помощник по Воздушно-Стрелковой Службе командира 116-го истребительного авиационного полка 295-й истребительной авиационной дивизии 9-го смешанного авиационного корпуса 17-й воздушной армии Указом Президиума Верховного Совета СССР 4 февраля 1944 года удостоен звания Герой Советского Союза. Золотая Звезда № 3219
- Пантелькин Анатолий Александрович, капитан, командир эскадрильи 116-го истребительного авиационного полка 295-й истребительной авиационной дивизии 17-й воздушной армии Указом Президиума Верховного Совета СССР 18 августа 1945 года удостоен звания Герой Советского Союза. Посмертно
- Улитин Иван Семёнович, лейтенант, заместитель командира эскадрильи 116-го истребительного авиационного полка 295-й истребительной авиационной дивизии 9-го смешанного авиационного корпуса 17-й воздушной армии Указом Президиума Верховного Совета СССР 4 февраля 1944 года удостоен звания Герой Советского Союза. Золотая Звезда № 3221

## Лётчики-асы полка
| Фамилия, имя отчество             | Награды | Сбито самолётов (+ в группе) | Примечание |
| --------------------------------- | ------- | ---------------------------- | --- |
| Белкин Александр Никитович        |         | 17 + 0                       | |
| Болдырев Максим Васильевич        |         | 10+0                         | Боевых вылетов: 151; воздушных боев: 16 |
| Борисов Роман Емельянович         |         | 5 + 0                        | Боевых вылетов: 86 (08.07.1943). Погиб 19 июля 1943 г. Сбит в воздушном бою.                                                                    |
| Губаревич Иван Николаевич         |         | 5 + 0                        | |
| Губернский Семён Филиппович       |         | 10 + 0                       | Боевых вылетов: 229; воздушных боев: 38 |
| Дмитриев Михаил Захарович         |         | 5 + 0                        | Боевых вылетов: 303; воздушных боев: 78 |
| Долгарев Павел Михайлович         |         | 26 + 0                       | Боевых вылетов: 223; воздушных боев: 56 |
| Еремеев Иван Дмитриевич           |         | 6 + 0                        | Боевых вылетов: 201; воздушных боев: 43 |
| Калашонок Василий Исакович        |         | 7 + 0                        | Боевых вылетов: 444; воздушных боев: 92 |
| Кальченко Поликарп Андреевич      |         | 11 (14) + 0 (2)              | Боевых вылетов: 289, |
| Ковальчук Григорий Сергеевич      |         | 5 + 0                        | Боевых вылетов: 117; воздушных боев: 20. Погиб 13 октября 1943 г. Сбит в воздушном бою.                                                         |
| Кольцов Иван Иванович             |         | 8 + 0                        | Боевых вылетов: 389; воздушных боев: 112 |
| Краснов Николай Фёдорович         |         | 41 + 1                       | Боевых вылетов: более 400; воздушных боев: более 100/ Погиб 29 января 1945 г. Разбился в авиационной катастрофе                                 |
| Марков, Василий Васильевич        |         | 29 + 0                       | Боевых вылетов: 369; воздушных боев: 88 |
| Павельев Николай Дмитриевич       |         | 7 + 0                        | Пропал без вести 7 августа 1943 г. Не вернулся с боевого задания.                                                                               |
| Пантелькин Анатолий Александрович |         | 19 + 0                       | Боевых вылетов: более 300; воздушных боев: 62. Погиб 14 марта 1945 г. Сбит огнём с земли.                                                       |
| Рой Алексей Игнатьевич            |         | 7 + 0                        | Боевых вылетов: 192; воздушных боев: 19 |
| Сидоров Александр Иванович        |         | 6 + 0                        | Боевых вылетов: около 300. |
| Сидоровский Андрей Назарович      |         | 9 + 0                        | Боевых вылетов: 116; воздушных боев: 28. Погиб 19 марта 1945 г. Пытаясь совершить вынужденную посадку на подбитом самолёте, врезался в колодец. |
| Скороходов Борис Феофанович       |         | 16 + 1                       | Боевых вылетов: 219. Пропал без вести 20 мая 1944 г. Не вернулся с боевого задания.                                                             |
| Улитин Иван Семёнович             |         | 19 + 0 (1)                   | Боевых вылетов: 336. Погиб 20 мая 1944 г. Столкнулся со своим ведомым во время воздушного боя.                                                  |
| Черных Александр Александрович    |         | 7 + 0                        | Боевых вылетов: 129; воздушных боев: 21. Погиб 16 января 1945 г. Сбит в воздушном бою.                                                          |
| Шабаев Михаил Григорьевич         |         | 13 + 0                       | Боевых вылетов: более 150. Пропал без вести 19 ноября 1943 г. Не вернулся с боевого задания.                                                    |
| Широков Виктор Палович            |         | 9 + 0                        | Боевых вылетов: 115; воздушных боев: 27 |
| Школин Михаил Петрович            |         | 12 + 0                       | Погиб 12 октября 1943 г. Сбит в воздушном бою.                                                                                                  |
| Щербич Георгий Гаврилович         |         | 5 + 0                        | Погиб 22 сентября 1943 г. Сбит в воздушном бою.                                                                                                 |

## Итоги боевой деятельности полка
Всего за годы Великой Отечественной войны полком:
| Выполнено боевых вылетов | Сбито самолётов в воздухе | Уничтожено самолётов всего |
| ------------------------ | ------------------------- | -------------------------- |
| 7866                     | 340                       | 342                        |

Свои потери:
| Потеряно самолётов, всего | Погибло лётчиков всего |
| ------------------------- | ---------------------- |
| 145                       | 73                     |

## Самолёты на вооружении
| Период      | Самолёты |
| ----------- | -------- |
| 1940 — 1941 | И-15бис  |
| 1940 — 1943 | И-16     |
| 1940 — 1943 | И-153    |
| 1943 — 1945 | Ла-5     |
| 1945 — 1950 | Ла-7     |
| 1950 — 1954 | МиГ-15   |
| 1954 — 1960 | МиГ-17   |

## Базирование
| Период                        | Аэродром                         |
| ----------------------------- | -------------------------------- |
| 18.03.1940 г. — 04.09.1941 г. | Сталинабад                       |
| 04.09.1941 г. — 15.09.1941 г. | Гессар                           |
| 15.09.1941 г. — 16.12.1942 г. | Красноводск                      |
| 16.12.1942 г. — 09.05.1945 г. | полевые аэродромы                |
| 09.05.1945 г. — 01.02.1946 г. | Тимишоара (Румыния)              |
| 01.02.1946 г. — 01.02.1952 г. | Кречевицы (Новгородская область) |
| 01.02.1952 г. — 15.10.1952 г. | Тасар, Венгрия                   |
| 15.10.1952 г. — 01.11.1954 г. | Штрасхоф-ан-дер-Нордбан, Австрия |
| 01.11.1954 г. — 01.09.1955 г. | Асперн-Вена, Австрия             |
| 01.09.1955 г. — 01.08.1960 г. | Сморгонь, Белоруссия             |